# El paquete (película)
El paquete es una película estadounidense de comedia negra dirigida por Jake Szymanski a partir de un guion de Kevin Burrows y Matt Mider. La cinta está protagonizada por Daniel Doheny, Sadie Calvano, Geraldine Viswanathan, Luke Spencer Roberts y Eduardo Franco.
Fue estrenada el 10 de agosto de 2018 a través de Netflix.

## Sinopsis
Cuando un grupo de amigos adolescentes va en las vacaciones de primavera a un viaje de campin. Un desgraciado accidente pone en marcha una carrera a contrarreloj para salvar la posesión más preciada de su amigo.

## Reparto
- Daniel Doheny como Sean Floyd.
- Geraldine Viswanathan como Becky Abelar.
- Sadie Calvano como Sarah.
- Luke Spencer Roberts como Donnie.
- Eduardo Franco como Jeremy Abelar.
- Alexander Calvert como Chad.
- Blake Anderson como Redneck Reginald.
- Sugar Lyn Beard como Sheryl.
- Mary Holland como Enfermera de Triage.
- Christian Convery como Jake Floyd.
- Jake Szymanski como aguas Wastewater Worker.
- Veena Sood como la Señora Abelar.
- Michael Eklund, como secretario de la Estación de Gas.
- Jade Falcon como Kendall Jenners.
- Gary Jones como el Dr. Trimble

## Producción
En enero de 2017, se informó que Netflix había ganado una guerra de ofertas por Eggplant Emoji, un guion sin producir de Kevin Burrows y Matt Mider. En julio de 2017, se anunció que Jake Szymanski iba a dirigir la película. En agosto de 2017, Daniel Doheny, Sadie Calvano, Geraldine Viswanathan, Luke Spencer Roberts, y Eduardo Franco se unieron al elenco de la película. La película fue posteriormente re-titulada The Package.

## Estreno
La película fue estrenada el 10 de agosto de 2018 en Netflix.